# Keith Bogart
Keith Bogart je americký filmový, televizní a divadelní herec. Jeho nejznámější účast je ve filmu Halloween - Prokletí Michaela Myerse. Roku 1999 si také zahrál v The Secret Life of Girls.
Keith také prvně režíroval roku 2007 The Rapture of the Athlete Assumed into Heaven, čehož byl také producent. Scénář napsal Don DeLillo a ve filmu hráli John Larroquette a Tyler Hoechlin. Premiéru měl na South by Southwest film festival roku 2007.
Ztvárnil také Drewa Buchanana v mýdlové opeře One Life to Live.
Objevil se také v Williamstownském Divadelním Festivalu ve hře Tramvaj do stanice Touha s Christopherem Walkenem, Sigourney Weaver a Blythem Dannerem. Dále pak ve filmu The Babysitter.
Účastnil se také jako host v několika TV show či seriálech, jako například Spenser: For Hire, Fresh Prince, Pohotovost, Joan z Arkádie, Nash Bridges, Party of Five a Kriminálka Miami.